# Palpada albiventris
Palpada albiventris är en tvåvingeart som först beskrevs av Jacques-Marie-Frangile Bigot 1880.  Palpada albiventris ingår i släktet Palpada och familjen blomflugor.
Artens utbredningsområde är Uruguay. Inga underarter finns listade i Catalogue of Life.